# Ferda Bulut
Pour les articles homonymes, voir Bulut.
Ferda Bulut est une ancienne joueuse de volley-ball turque née le 3 janvier 1984 à Ereğli (Zonguldak). Elle mesure 1,85 m et jouait au poste de réceptionneuse-attaquante. 

## Clubs
| Club                   | De        | À         |
| ---------------------- | --------- | --------- |
| VB Günes Sigorta       | 2000-2001 | 2003-2004 |
| Kocaelispor            | 2004-2005 | 2004-2005 |
| Polisan Değirmendere   | 2005-2006 | 2005-2006 |
| Galatasaray İstanbul   | 2006-2007 | 2007-2008 |
| Nilüfer Belediye       | 2008-2009 | 2008-2009 |
| Beylikdüzü Spor Kulübü | 2009-2010 | 2009-2010 |
| Emlak TOKİ Ankara      | 2010-2011 | 2010-2011 |
| Pursaklar Belediyesi   | 2011-2012 | 2011-2012 |
| İller Bankası          | 2012-2013 | 2014-2015 |
| Balıkesir BBSK         | jan 2015  | 2015-2016 |